# Alloxysta xanthocera
Alloxysta xanthocera är en stekelart som först beskrevs av Thomson 1862.  Alloxysta xanthocera ingår i släktet Dilyta, och familjen glattsteklar. Arten är reproducerande i Sverige.